# 普廖卡
普廖卡（義大利語：Priocca），是意大利库内奥省的一个市镇。总面积9平方公里，人口1960人，人口密度217.8人/平方公里（2009年）。ISTAT代码为004176。